# Swintonia spicifera
Espèce
Classification phylogénétique
Statut de conservation UICN

 LC  : Préoccupation mineure
Swintonia spicifera est une espèce d'arbre de la famille des Anacardiaceae originaire d'Asie du Sud-Est

## Répartition
Forêts de collines et de montagnes de la Péninsule Malaise, du Sabah, de l'Indonésie et des Philippines

## Préservation
Cette espèce protégée dans des réserves forestières de Penang, du Perak et du Kedah n'était pas considérée comme menacée en 1998.